# Carebara lignata
Carebara lignata är en myrart som beskrevs av John Obadiah Westwood 1840. Carebara lignata ingår i släktet Carebara och familjen myror. Inga underarter finns listade.